# Rotorua International Stadium
Rotorua International Stadium è un impianto sportivo multifunzione neozelandese che si trova a Rotorua, capoluogo dell'omonimo distretto nella regione della Baia dell'Abbondanza.
Costruito e inaugurato nel 1911, sorge nel sobborgo cittadino di Westbrook e ha ospitato due edizioni della Coppa del Mondo di rugby, nel 1987 e nel 2011.
Lo stadio è di proprietà municipale ed è il terreno interno della provincia rugbistica di Bay of Plenty nonché saltuariamente della franchise di Super Rugby degli Chiefs.
La sua capienza è di circa 25 000 posti per manifestazioni sportive.

## Storia
Inaugurato nel 1911, lo stadio fu fin dall'inizio la casa della provincia rugbistica di Bay of Plenty.
Benché non abbia mai ospitato gli All Blacks, è stato sede di 3 incontri dei NZ Māori contro formazioni internazionali, Figi nel 1980 e Tonga nel 1983; il primo full international che ivi si svolse fu durante la Coppa del Mondo di rugby 1987 tra Australia e Galles, finale per il terzo posto della competizione vinta dai britannici 22-21.
Due anni più tardi vide anche il suo primo incontro internazionale di rugby a 13, con l'Australia che vinse 8-0 sulla Nuova Zelanda nel corso del tour trans-tasmaniano del 1989.
Furono 4 in totale gli incontri internazionali a XIII disputati all'International Stadium prima che l'impianto ospitasse di nuovo la competizione mondiale a XV nel 2011, durante il quale vide la disputa di 3 incontri, tutti nella fase a gironi.
Oltre agli sport di squadra, un campo accessorio accoglie anche gare di atletica; a parte l'uso sportivo, lo stadio ospita eventi musicali, festival e parate militari.
Per scopi sportivi l'impianto accoglie circa 20 000 spettatori, che diventano 30 000 per eventi in cui anche il campo può essere usato per gli spettatori.

## Incontri di rilievo

### Rugby a 13
| Arbitro: | Ray Tennant |

|  |      |             |
|  | mt   | Hancock     |
|  | c.p. | Meninga (2) |

### Rugby a 15
| Arbitro: | Fred Howard |

|                          |      |                                        |
| M.P. Burke 31’ Grigg 39’ | mt   | 29’ G. Roberts 40’ Moriarty 80’ Hadley |
| Lynagh 31’, 39’          | tr   | 40’ Thorburn 80’ Hadley                |
| Lynagh 12’, 46’          | c.p. | 5’, 43’ Thorburn                       |
| Lynagh 54’               | drop |                                        |